# Пузиково (Московская область)
Пузиково — деревня в Подольском районе Московской области России. Входит в состав сельского поселения Лаговское (до середины 2000-х — Сынковский сельский округ).

## Население
Согласно Всероссийской переписи, в 2002 году в деревне проживало 3 человека (2 мужчины и женщина). По данным на 2005 год в деревне проживало 3 человека.

## Расположение
Деревня Пузиково расположена примерно в 11 км к юго-востоку от центра города Подольска. Ближайшие населённые пункты — село Сынково деревни Хряслово и Ивановка (городской округ Домодедово). Деревня Пузиково окружена лесами. У южной границы деревни протекает река Рогожка.